# James Ivory (Mathematiker)
James Ivory (* 17. Februar 1765 in Dundee; † 21. September 1842 in London) war ein schottischer Mathematiker und Astronom.

## Leben und Wirken
James Ivory studierte zunächst an der Universität St Andrews, unter anderem Theologie. Er wandte sich aber bald der Mathematik zu und beendete sein Studium an der Universität Edinburgh. Daraufhin gründete er eine Leinenspinnerei, die allerdings wirtschaftlich nicht besonders erfolgreich war.
1804 wurde er Professor am königlichen Militärkollegium in Marlow bzw. an der Royal Military Academy Sandhurst und war ab 1816 Privatgelehrter in London.
In der Astronomie beschäftigte er sich hauptsächlich mit Problemen der Himmelsmechanik, ferner schrieb er mehrere Beiträge für die Encyclopaedia Britannica.
In der Geometrie beschreibt der Satz von Ivory eine Eigenschaft konfokaler Kegelschnitte.

## Ehrungen
1814 wurde er zum korrespondierenden Mitglied der Göttinger Akademie der Wissenschaften gewählt. Die Royal Society, in die Ivory 1815 als Mitglied („Fellow“) gewählt wurde, zeichnete ihn 1814 mit der Copley Medal sowie zweimal (1826 und 1839) mit der Royal Medal aus. 1826 wurde er als korrespondierendes Mitglied in die Preußische Akademie der Wissenschaften und 1828 in die Académie des sciences aufgenommen. 1835 wurde er Ehrenmitglied (Honorary Fellow) der Royal Society of Edinburgh.
Am 24. Januar 2000 wurde der Asteroid (12032) Ivory nach ihm benannt.